# Typ 95 Kurogane
Typ 95 Kurogane – japoński wojskowy terenowy samochód rozpoznawczy z okresu II wojny światowej.
Niewielka masa pojazdu i rozstaw osi oraz duże opony dawały samochodowi bardzo dobre właściwości terenowe, natomiast dzięki chłodzonemu powietrzem silnikowi Kurogane mógł być z powodzeniem wykorzystywany w Mandżurii i północnych Chinach, gdzie temperatura często spadała poniżej zera.
Był to jedyny samochód służący w Cesarskiej Armii Japońskiej opracowany od podstaw z myślą o wykorzystaniu do celów wojskowych. Poza nim wykorzystywano pojazdy cywilne, zwykle konstrukcji amerykańskiej. Konieczność posiadania takiego samochodu została dostrzeżona podczas incydentu mukdeńskiego. Produkcja pojazdu rozpoczęła się w 1936 roku, łącznie wyprodukowanych zostało około 4800 egzemplarzy.